# TUI 플라이 네덜란드
TUI 플라이 네덜란드(영어: TUI fly Netherlands)은 네덜란드의 지역 항공사로 총 70개 노선을 취항하고 있다. 본사는 네덜란드 암스테르담에 위치해 있다. 또한 사용하고 있는 허브 공항으로 스히폴 국제공항이 있으며 계열사는 벨기에의 항공사인 TUI 트러블이 있다.

## 역사
1981년 에어 네덜란드로 설립했다. 2000년대 들면서 재정난에 빠지면서 2004년에 XL 에이비에이션 그룹에 인수했다. 하지만 2005년에 XL 에이비에이션 그룹이 파산되면서 벨기에의 항공사인 TUI 항공이 인수해 현재의 명칭으로 변경하고 2005년 9월 운항을 재개했다. TUI 항공의 자회사로 네덜란드 최대의 여행사인 아크 여행사에 전세기를 많이 제공하고 있다.

## 보유 기종
- 2024년 11월 기준으로 아크플라이는 다음과 같은 기종을 보유하고 있다.[1]

## 같이 보기
- 네덜란드의 항공사 목록

## 사진

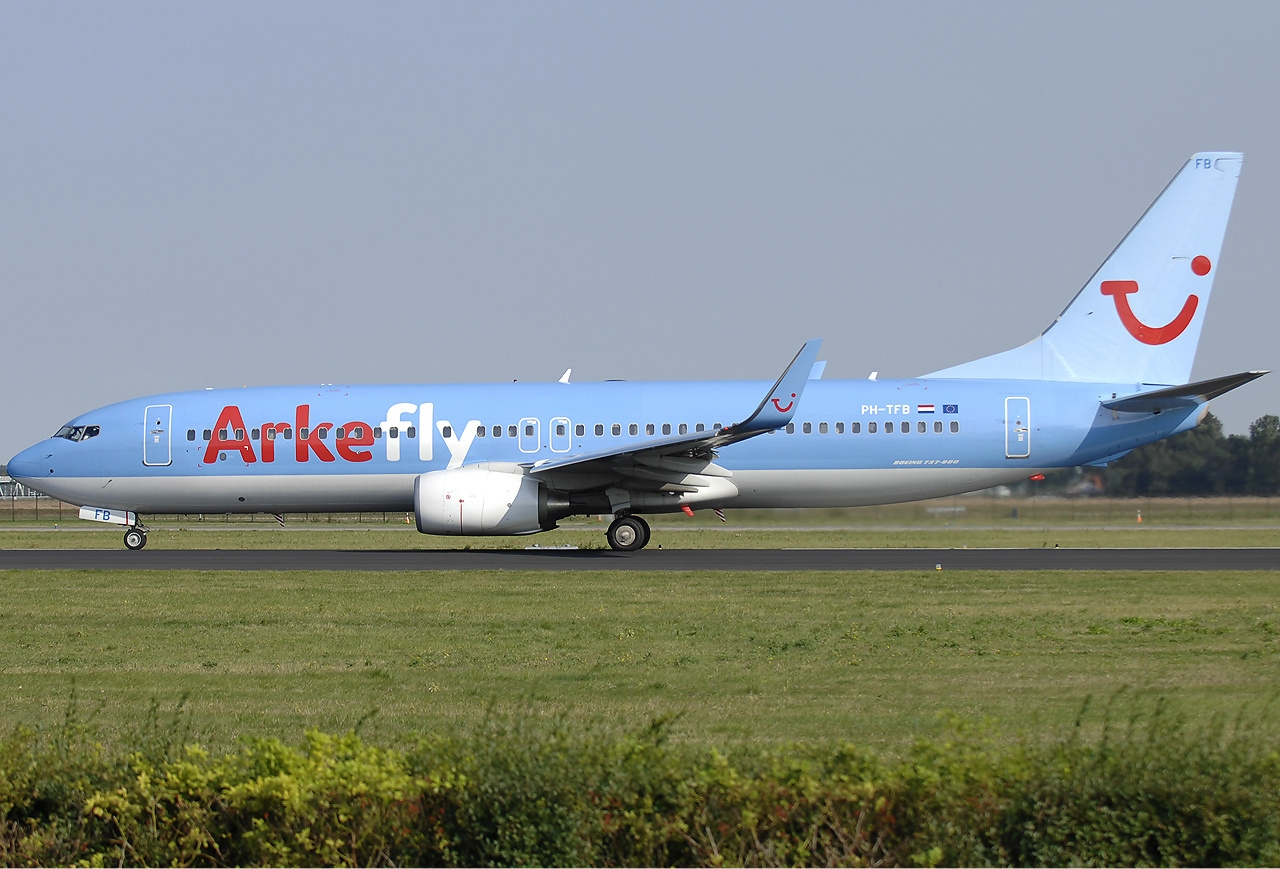
아크플라이 소속 보잉 737-800 항공기
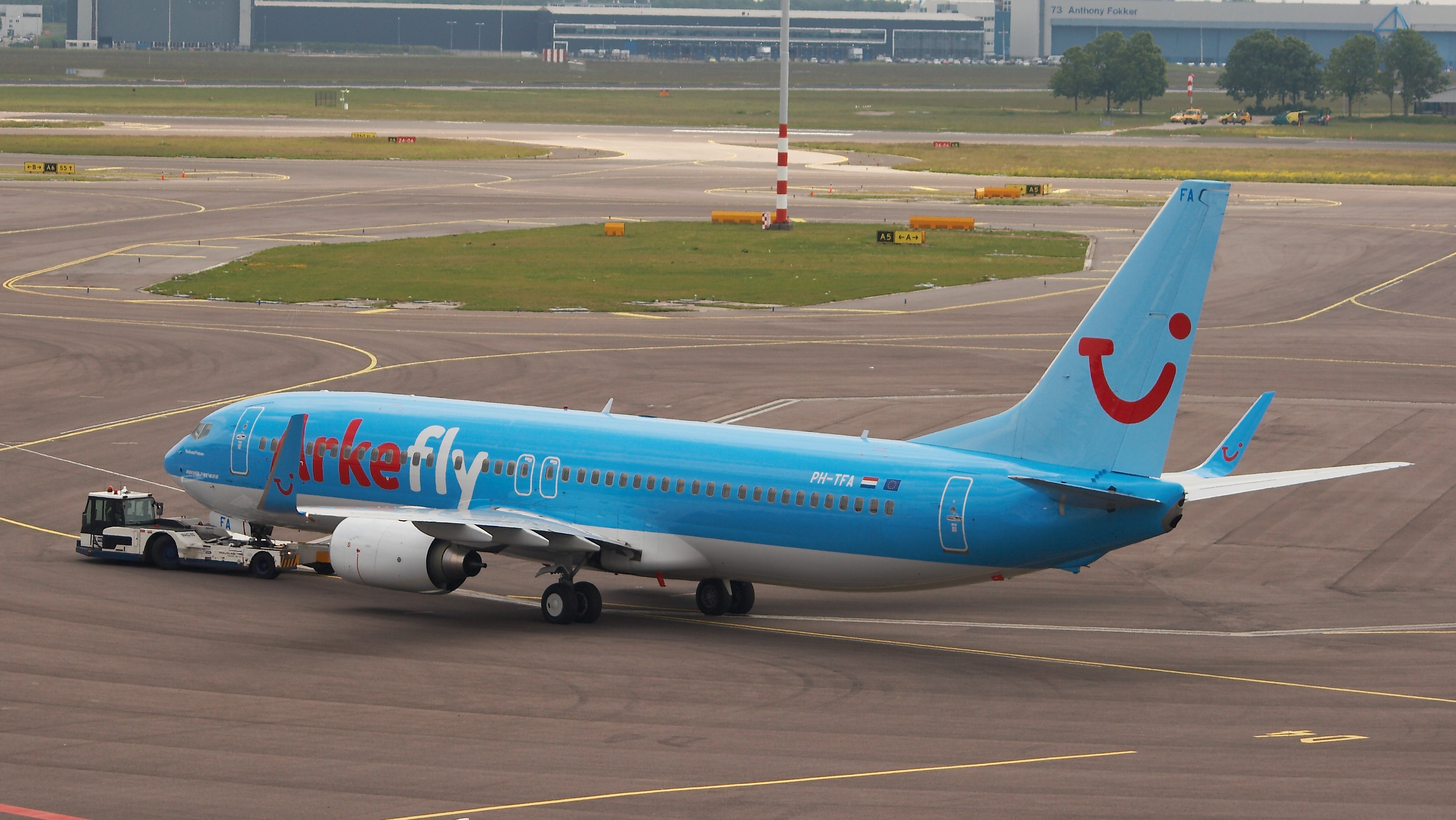
아크플라이 소속 보잉 737-800 항공기
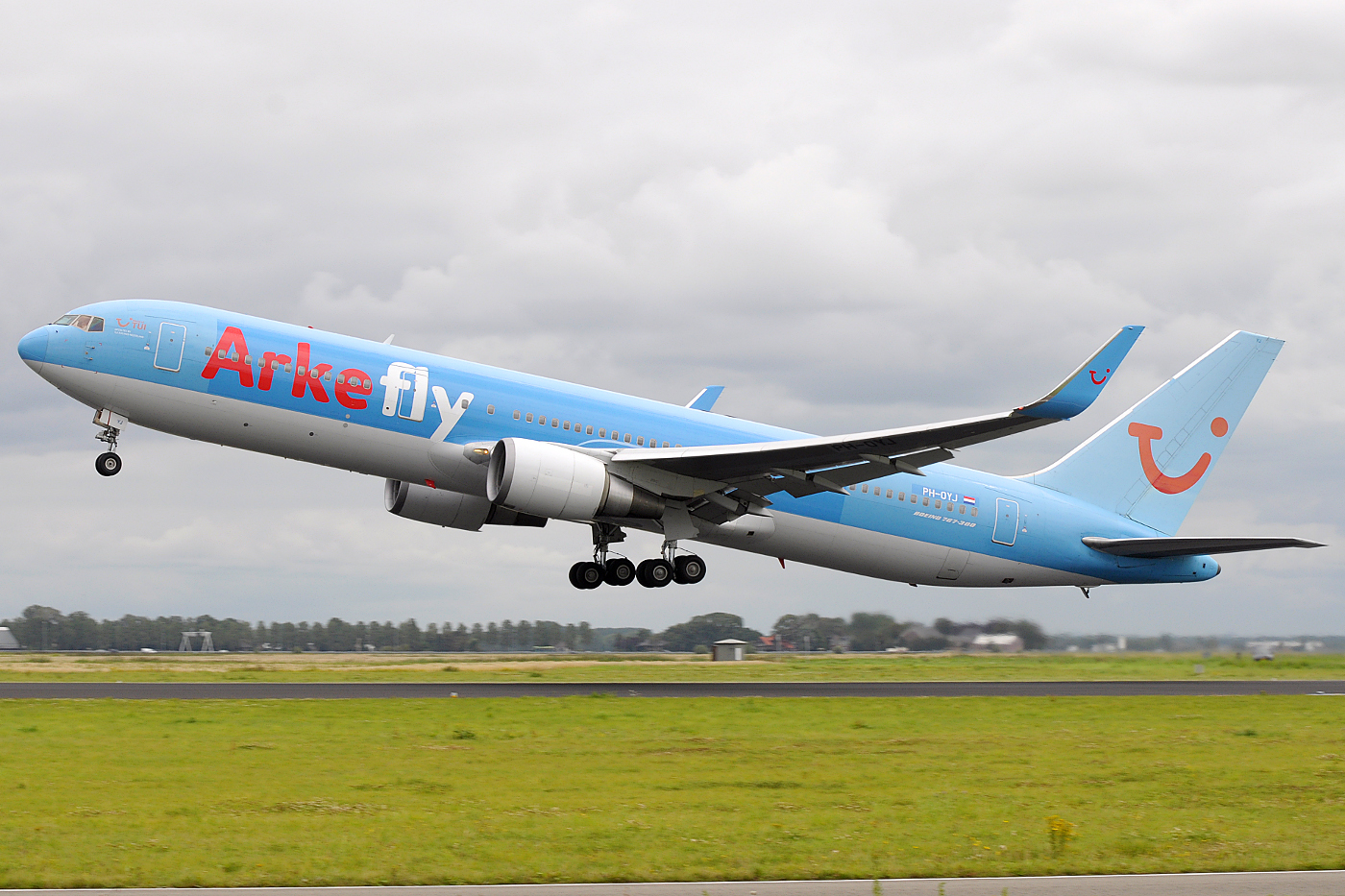
아크플라이 소속 보잉 767-300ER 항공기